# Eskilstuna

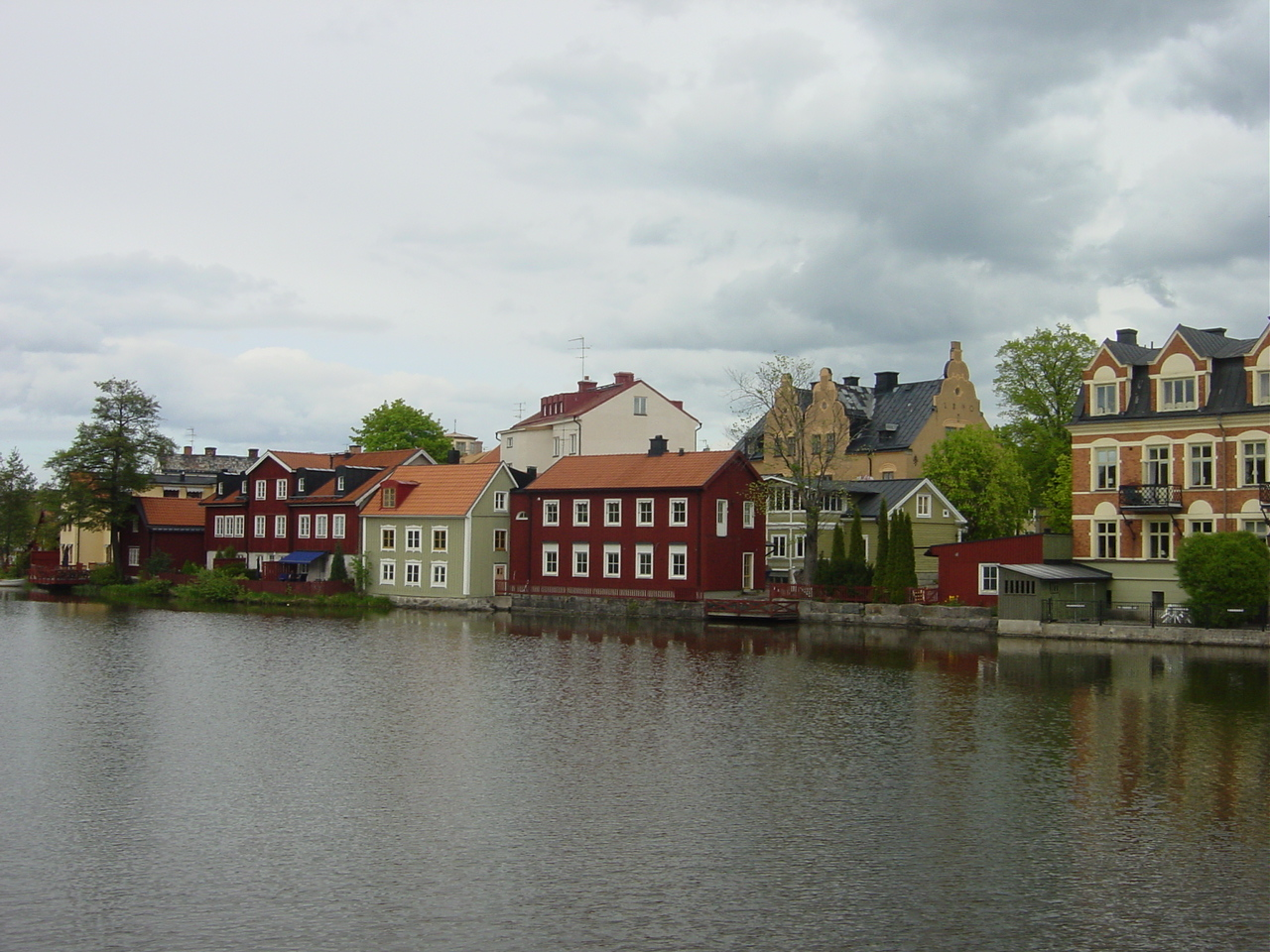
Eskilstuna

Eskilstuna este un oraș în Suedia.

## Demografie
| \| Evoluția demografică a zonei urbane Eskilstuna, 1970–2015 \| Evoluția demografică a zonei urbane Eskilstuna, 1970–2015 \| Evoluția demografică a zonei urbane Eskilstuna, 1970–2015 \| Evoluția demografică a zonei urbane Eskilstuna, 1970–2015 \| Evoluția demografică a zonei urbane Eskilstuna, 1970–2015 \| \| --------------------------------------------------------------------------------------- \| --------------------------------------------------------- \| --------------------------------------------------------- \| --------------------------------------------------------- \| --------------------------------------------------------- \| \| An \| \| \| Locuitori \| \| \| 1970 \| 1970 \| \| 68.596 \| 68.596 \| \| 1975 \| 1975 \| \| 66.409 \| 66.409 \| \| 1980 \| 1980 \| \| 62.367 \| 62.367 \| \| 1990 \| 1990 \| \| 59.815 \| 59.815 \| \| 1995 \| 1995 \| \| 58.984 \| 58.984 \| \| 2000 \| 2000 \| \| 57.867 \| 57.867 \| \| 2005 \| 2005 \| \| 60.185 \| 60.185 \| \| 2010 \| 2010 \| \| 64.679 \| 64.679 \| \| 2015 \| 2015 \| \| 67.359 \| 67.359 \| \| Sursa: SCB - Statistika Centralbyrån, Folkmängden per tätort. Vart femte år 1960 - 2016 \| \| \| \| \| |      |  |           |        |
| Evoluția demografică a zonei urbane Eskilstuna, 1970–2015 |      |  |           |        |
| An |      |  | Locuitori |        |
| 1970 | 1970 |  | 68.596    | 68.596 |
| 1975 | 1975 |  | 66.409    | 66.409 |
| 1980 | 1980 |  | 62.367    | 62.367 |
| 1990 | 1990 |  | 59.815    | 59.815 |
| 1995 | 1995 |  | 58.984    | 58.984 |
| 2000 | 2000 |  | 57.867    | 57.867 |
| 2005 | 2005 |  | 60.185    | 60.185 |
| 2010 | 2010 |  | 64.679    | 64.679 |
| 2015 | 2015 |  | 67.359    | 67.359 |
| Sursa: SCB - Statistika Centralbyrån, Folkmängden per tätort. Vart femte år 1960 - 2016 |      |  |           |        |